# Escut d'Alt Àneu

Escut d'Alt Àneu segons el blasonament oficial

L'escut oficial d'Alt Àneu té el següent blasonament:
Escut caironat quarterat: 1r. de gules, un castell obert d'or acompanyat de 3 palles d'or posades en banda a cada costat; 2n. d'argent, un agnus Dei ajagut reguardant de porpra nimbat d'or portant una banderola de gules carregada d'una creu plena d'argent i amb l'asta creuada d'or; al 3r, d'argent, un isard arrestat contornat de sinople; i al 4t, una creu patent tripartida d'or. Per timbre una corona mural de poble.

## Història
Va ser aprovat el 14 de desembre de 1989 i publicat dins el DOGC el 14 de gener de l'any 1990 amb el número 1241. Es va publicar una correcció d'errada dins el DOGC número 1356 el 19 d'octubre del mateix any.
L'escut representa la complexitat d'aquest extens municipi pirinenc, format el 1970 amb la unió de quatre de precedents: València d'Àneu (amb el castell local i dues palles, símbol dels comtes de Pallars), Isil (amb l'anyell pasqual, atribut de sant Joan Baptista, patró del poble), Sorpe (simbolitzat per un isard) i Son (la creu es refereix als patrons del poble, Just i Pastor).

## Escuts municipals anteriors
El municipi d'Alt Àneu es formà, com s'ha dit anteriorment, el 1970. Els escuts municipals anteriors a l'actualment vigent foren, per tant, els d'aquests quatre municipis desapareguts: Isil, Son, Sorpe i València d'Àneu.